# 洛杉磯紀念體育競技場
洛杉磯紀念體育競技場（Los Angeles Memorial Sports Arena）是一間已經拆除的多用途體育場，位於南加州大學正南方，由洛杉磯紀念體育場委員會管理和營運。其於2016年四月拆除，並被改建為加州銀行體育館，為美國職業足球大聯盟洛杉磯足球俱樂部的主場，於2018年開幕。

## 歷史
1959年7月4日，美國副總統理查德·尼克松宣布正式开放洛杉磯紀念體育競技場。於正式開放的第四天，即1959年7月8日，舉行何塞·貝塞拉和阿爾方斯哈里米之間的拳擊最輕量級冠軍爭奪赛。
2013年2月2日，五月天的《諾亞方舟世界巡迴演唱會》（洛杉磯站）也在此場館裏舉辦，此站為2013海外「明日重生版」首站。五月天也成爲第一個在此場館表演的台灣樂團。
2014年3月29日，五月天再次於洛杉磯紀念體育競技場舉行《諾亞方舟世界巡迴演唱會》。
2016年3月19日，於布魯斯·史普林斯汀在此場館舉辦最後一場演唱會後正式關閉並且在同年九月拆除後將其改建為加州銀行體育場。

## 建築
體育場的抗震标准很高；其内部設有設備齊全的團隊房，2個較小的行政人員房間，和2個私人化妝室，除此之外还有兩個額外的會議室，可用於會議或接待功能。
其面積约为144,262平方英尺（38,000平方呎），垂直高度達75英尺（23米），是該地區面積最大的體育場。体育场内的舞台，地板面積總合13萬平方尺12000米101557平方英尺（9,435.0平方公尺），可以安裝任何所需的螢幕，视频或其他編程要求。在一個40英尺（12米）寬進競技場西側斜坡，有一個巨大的負載。印刷，廣播和電視媒體是服務每一側的舞台上以便安裝任何種類的便攜設備。五個常任理事國電視位置位於匯合層。此外，從天花板和圓形競技場相機或射燈可進行寬6英尺（1.8米）走秀。觀眾可達到競技場等級休息區西南邊建設循環坡道上或北門旁邊的樓梯。在西南和東北兩側也有自動扶梯。體育場館是第一個設有旋轉廣告牌在場邊的NBA賽場，也用作記分板。其使用旋轉廣告牌，最終成為所有NBA賽場上的標準，直到2000年代中期，當LED廣告牌/射手的表被引入。
現場服務觀眾的設施包括一家提供全面服務的主售票處，一個次要的票房和兩個，永久特許攤位，和一個急救站。俱樂部和餐廳都為坐落在體育場的設施。也作出了一些改善，以方便殘疾人。其中包括14個殘疾人停車位，安裝扶手的行人坡道以通往一層座位，殘疾人通道飲水機，另設有聆聽輔助系統，以幫助有聽力障礙的人士。洗手間更衣室和浴室設備更是為老弱病殘人士增加信息標牌。事件演示是增加了幾個輔助板四面開銷記分牌。
洛杉磯紀念體育競技場可容納16,740 拳擊 / 摔跤，籃球，16,161 和14,546 曲棍球。有12,389固定式座椅，劇場型座椅和面對舞台座位。
加州大學洛杉磯分校與里士滿在2011年12月23日在洛杉磯體育競技場举行了一场比赛。
洛杉磯紀念體育場委員會加固了體育場，旨在使該場館達到體育場21世紀的抗震標準。鞏固了現有的316,700平方英尺（29420米）鋼鐵結構支撐框架。為了提供一個堅實的基礎，這些鋼架的舞台地板，部分被挖掘，然後加固。安裝鋼框架並將其納入現有的支撐柱的現有結構。之前的舞台上，其最顯著的特徵之一，是由無數的小瓷磚组成，每個不超過一平方英寸寬。但是出了一些問題。當局為了解決這個問題，設計了一個新的設施，這次使用的特殊的外牆保溫系統，擁有更好的耐用性等優點，更容易維護和改進的熱特性。現在舞台設有一個全新的外觀，以及一個新的水磨石地板夾層。